# Verrallina iriomotensis
Verrallina iriomotensis är en tvåvingeart som beskrevs av Tanaka och Mizusawa 1973. Verrallina iriomotensis ingår i släktet Verrallina och familjen stickmyggor. Inga underarter finns listade i Catalogue of Life.